# Gordiani
(Pier Paolo Pasolini, Ragazzi di vita)
Gordiani è la zona urbanistica 6D del Municipio Roma V di Roma Capitale. Si estende sui quartieri Q. VII Prenestino-Labicano e Q. XXII Collatino.

## Geografia fisica

### Territorio
La zona confina:
- a nord con la zona urbanistica 5B Casal Bruciato
- a est con la zona urbanistica 7A Centocelle
- a sud con la zona urbanistica 6B Casilino
- a ovest con la zona urbanistica 6A Torpignattara

## Storia
Nasce come borgata ufficiale nel 1928-30 a ridosso del parco di villa Gordiani, dove si trovano i resti della residenza della famiglia imperiale Gordiani del III secolo (Gordiano I, Gordiano II e Gordiano III).
Abitata da povera gente, circa 5000 persone, la borgata era costituita da gruppi di casette a un piano, costruite con materiali di risulta, prive di acqua corrente, di luce e di bagni. L'acqua veniva presa da fontanelle poste in mezzo alle casette, mentre per i servizi igienici, sempre tra una casetta e l'altra, c'erano delle latrine pubbliche alla turca, con i canali di scolo ai lati, a scapito dell'igiene.
L'impianto planimetrico della borgata era regolato da una scacchiera di strade sterrate, che ricordava la disposizione dei "castrum" romani, comunicando un chiaro sapore di accampamento militare precario.
La scuola fu edificata nel 1938, come riporta uno studio pubblicato su Internet dell'Università "La Sapienza" DiAr Osservatorio sul moderno a Roma - Ricerca "Scuole" per la Conservatoria del Comune di Roma - nella scheda dell'arch. P. Capolino viene analizzato un "lotto di forma rettangolare" posto "all'angolo tra via dei Gordiani e via Anagni" confinante "a ovest con l'asilo nido Anagni e a sud con via Belmonte".
Sulla mappa IGM 1950, laddove si nota a sud Tor Pignattara, a nord Acqua Bullicante, ad est Centocelle (a sud-est si nota bene Piazza dei Mirti); al centro c'è la Borgata Gordiani e poco più a nord di essa, percorrendo via dei Gordiani ci si imbatte di una struttura dalla tipica forma di una scuola degli anni '30 (anche la Cecconi, semicoeva, a Centocelle ha quella forma). Probabilmente è lì che sorgeva l'edificio scolastico della Borgata Gordiani, poi demolito per far posto a quello che, ad oggi, è una succursale del Liceo Benedetto da Norcia.
A ridosso della chiesa ci sono targhe che ricordano la seconda guerra mondiale con l'indicazione Cordiani anziché Gordiani trattandosi di zona di periferia e quindi poco nota. Un'altra targa riferita alla prima guerra mondiale è sparita negli anni ottanta lasciando solo i segni dello spazio occupato. Tra le due sedi stradali di via dei Gordiani erano state costruite mini baracche i cui resti sono ancora visibili nel terreno.
Sempre negli anni '80, dopo numerose manifestazioni di protesta con falò stradali sostenute dal Partito Comunista di quegli anni, la borgata venne abbattuta e gli abitanti indotti a trasferirsi nelle case comunali dell'estrema periferia, tra cui Tor Bella Monaca, dove ebbero condizioni di vita assai migliori.
Questo spazio venne presto occupato da gruppi di nomadi ai quali il Comune di Roma, negli anni novanta, fornì i servizi elementari e case prefabbricate decorose.
Tale complesso venne avviato su volere di Benito Mussolini per "baraccare per sbaraccare" lasciando libero il centro storico, in particolare la zona dei Fori Imperiali, via dell'Impero, occupata da case anche alquanto decorose che vennero, come noto, abbattute non senza polemiche che si trascinano anche ai giorni nostri. Le case di cui sopra vennero occupate anche dai tanti immigrati più o meno regolari del tempo, perché avere la residenza a Roma era difficile senza un regolare contratto di lavoro.
La borgata Gordiani è stata narrata nelle novelle di Alberto Moravia e Pier Paolo Pasolini ed è la borgata (sia pure con nome modificato) in cui è ambientato il film Ho ritrovato mio figlio  del 1954.

## Sport
Nella zona hanno sede diverse società sportive della capitale, il "Savio" ed il "Collatino", oltre alla "Pro Roma", società che ha visto crescere nelle proprie file anche alcuni giocatori poi arrivati al successo nelle serie maggiori.